# Robert Bouillon
Robert Bouillon, francoski maršal, * 1492, † 1556.